# Paul Billik

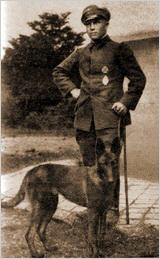
Paul Billik

Paul Billik (* 27. März 1891 in Haatsch (Landkreis Ratibor) in Schlesien; † 8. März 1926 Staaken) war ein deutscher Offizier der Fliegertruppe, der 31 bestätigte Abschüsse im Ersten Weltkrieg erzielte.

## Leben

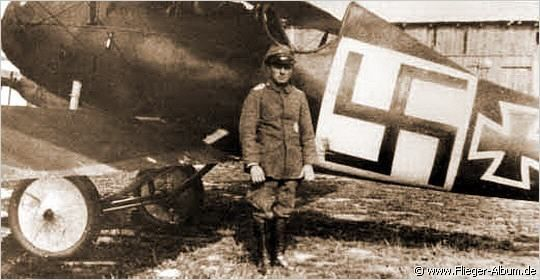
Paul Billik mit seinem Einsatzflugzeug

Paul war der Sohn des Landwirts Franz Billik. 1910 besucht er das Lehrerseminar in Ratibor und diente 1911/12 im 4. Schlesischen Infanterie-Regiment Nr. 157 der Preußischen Armee, das er als Unteroffizier verließ. 
Während des Ersten Weltkriegs nahm Billik an den Schlachten an der Westfront teil und avancierte im November 1915 zum Leutnant. Im Mai 1916 wurde er bei der Flieger-Ersatz-Abteilung 4 als Flugzeugführer ausgebildet. Von Januar bis 31. März 1917 flog er bei der Schutzstaffel 4 und erhielt hier das Militär-Flugzeugführer-Abzeichen. Anschließend kam er zur Jagdstaffel 12, wo er nach dem 4. Luftsieg das Eiserne Kreuz I. Klasse erhielt. Nach dem 8. Luftsieg im Dezember 1917 beauftragte man Billik mit der Führung der schwarzen Jagdstaffel 52. Nach seinem 27. Luftsieg am 25. Juli 1917 wurde ihm das Ritterkreuz des Königlichen Hausordens von Hohenzollern mit Schwertern verliehen. Unter anderem schoss er die beiden bekannten alliierten Flieger Major Desbrisay Carter und Captain Chadwik ab.
Nach seinem 31. Luftsieg geriet er nach einem Motorschaden am 10. August 1918 in britische Gefangenschaft. Paul Billik war für den Pour le Mérite vorgeschlagen, erhielt den Orden aber infolge der Gefangenschaft nicht mehr.
Nach der Entlassung aus der Gefangenschaft blieb Billik weiter aktiver Flieger. Billik nahm an verschiedenen sportlichen Flugveranstaltungen teil und konnte dort diverse Preise gewinnen, zuletzt beim Deutschen Rundflug 1925, wo er in der ersten Etappe mit einer U10 von Udet-Flugzeugbau den Sieg davontrug. Beruflich war Billik bis 1925 für die Udet-Flugzeugwerke in München tätig. 1925 wechselte er zur Verkehrsfliegerei und wurde für die Deutsche Aero Lloyd tätig. Aus dem Zusammenschluss der Deutschen Aero Lloyd und Junkers Luftverkehr entstand am 6. Januar 1926 die Deutsche Luft Hansa AG
Am 8. März 1926 verunglückte Billik bei einem Versuchsflug mit einer Junkers F 13 für die Luft Hansa auf dem Flugplatz Staaken bei Berlin. Beim Aufprall auf dem Boden platzte der Benzintank und das Flugzeug geriet in Brand. Billik konnte sich nicht mehr rechtzeitig aus der Maschine befreien und verbrannte. Sein Leichnam wurde auf dem Berliner Invalidenfriedhof beigesetzt.